# Maumusson (Loire-Atlantique)
Maumusson korábbi község Franciaországban, Loire-Atlantique megyében. 2018. január 1-jén öt másik községgel egyesült és Vallons-de-l’Erdre új község része lett.
Lakosainak száma 1064 fő (2018. január 1.). Maumusson Freigné, Belligné, Bonnœuvre, Pannecé, Pouillé-les-Côteaux, La Rouxière, Saint-Mars-la-Jaille, La Roche-Blanche és Loireauxence községekkel határos.

## Népesség
A település népességének változása:
| Lakosok száma | 862  | 824  | 826  | 833  | 806  | 1018 | 1032 | 1046 | 1058 | 1064 |
|               | 1968 | 1975 | 1982 | 1990 | 1999 | 2011 | 2013 | 2015 | 2017 | 2018 |